# Piz Tgietschen (Adula-Alpen)
Der Piz Tgietschen (2857 m ü. M.) ist ein Berg in den Adula-Alpen im Kanton Graubünden.
Er ist nicht zu verwechseln mit dem «Piz Tgietschen» in den Glarner Alpen, der auch unter dem Namen Oberalpstock bekannt ist.

## Geografie
Der Berg liegt im Massiv des Piz Cavel (2945 m ü. M.), das den nördlichsten Abschnitt der Adula-Alpen ausmacht. Der Gipfel liegt einen Kilometer südlich vom Piz Cavel und ist von diesem durch die Scharte der Fuorcla da Ramosa getrennt. Zusammen mit dem südwestlichen Vorgipfel Piz las Palas (2799 m ü. M.) überragt er im Norden den Bergübergang Pass Diesrut. Sein steiler Südhang schliesst den weiten Raum mit der Greina-Hochebene im Norden ab. Im Nordwesten fällt er sehr steil ins Val Sumvitg ab.
An der Süd- und der Westflanke entspringen Wildbäche, die zum Rein da Sumvitg (deutsch «Somvixer Rhein») fliessen. Im Osten liegt die grosse Geländekammer der Alp Ramosa, in welcher der Bergbach Aua da Ramosa entspringt.
Über den Gipfel des Tgietschen verläuft die Grenze zwischen den Gemeinden Sumvitg und Lumnezia. Der Berg ist eine der dominierenden Höhen in der Umgebung der Terrihütte.